# Berłohy
Berłohy (ukr. Берлоги) – wieś na Ukrainie, w rejonie kałuskim (do lipca 2020 r. w rejonie rożniatowskim) obwodu iwanofrankiwskiego.